# Передщелепна кістка

Кістки черепа спінозавра. Передщелепна кістка позначена помаранчевим кольором

Передщелепна кістка (лат. premaxilla) — парна кістка черепа перед верхньощелепною кісткою. У ссавців до неї кріпляться різці, у птахів формує значну частину наддзьобка. У людини передщелепна кістка тимчасово існує на зародковому етапі розвитку, а потім зростається з верхньощелепною кісткою.

## У людини
В анатомії людини кістку називають міжщелепною або різцевою. Відкриття цієї кістки у людини приписується Йоганнові Ґете. Незалежно від нього та за допомогою інших методів її також відкрили П'єр Марі Огюст Бруссоне (у 1779) і Фелікс Вік-д'Азір (1780).
У людини різцева кістка зрощується з верхньощелепною кісткою ще в зародка. З віком шов між різцевою кісткою і рештою щелепи стає непомітний (видимий у 26 % відсотків п'ятирічних дітей).